# Cá nhám hổ
Đừng nhầm lẫn với cá mập báo (Galeocerdo cuvier)
Cá nhám hổ, tên khoa học Heterodontus zebra là một loài cá nhám thuộc họ Cá nhám hổ Heterodontidae, được tìm thấy trong vùng cận nhiệt đới phía Tây Thái Bình Dương giữa vĩ độ 40° N đến 20° S, ở độ sâu từ 50 đến 200 m. Chiều dài của nó lên đến 1,25 m, chiều dài thường gặp là 84 cm. Có năm khe mang. Nó là loài đẻ trứng.
Thân màu vàng nhạt, ngang thân có nhiều vạch màu nâu sẫm lớn nhỏ không đều, giữa mỗi vân lớn có sọc trắng nhỏ, giữa hai vân lớn có vân nhỏ xen kẽ.
Ở Việt Nam, cá nhám hổ sống ở vịnh Bắc Bộ và vùng biển miền Trung. 